# Steinhauser Rottum
Die Steinhauser Rottum ist ein Fluss im Landkreis Biberach. Sie fließt nach einem etwa 9 km langen Lauf ungefähr in nördlicher Richtung in Ochsenhausen mit der etwa von Südsüdwesten kommenden, linken Bellamonter Rottum zur Rottum zusammen, die dann nord- bis nordwestwärts zum Donau-Zufluss Westernach zieht.
Alternativ wird die Steinhauser Rottum auch Untere Rottum genannt, entsprechend dazu die Bellamonter Rottum auch Obere Rottum. Andere schlagen den merklich längeren Oberlauf Bellamonter Rottum, der nur eine Spur weniger Einzugsgebiet als die Steinhauser Rottum hat, auch zur Rottum selbst. 

## Geographie

### Verlauf
Die Steinhauser Rottum fließt aus mehreren Quellarmen in einem Talkessel südöstlich von Englisweiler zusammen und dann nordwärts an Englisweiler vorbei, das über einer linken Seitentalmulde steht, auf Steinhausen an der Rottum zu. Sie umläuft auch diesen auf dem linken Hang stehenden Ort im Südosten und Osten. Danach zieht sie weiter und westlich an Oberstetten vorbei nach Ochsenhausen. In dessen Kernstadt vereint sie sich mit der aus dem Südsüdwesten kommenden Bellamonter Rottum nach 8,9 km zur Rottum.

### Zuflüsse
Von der Quelle zum Zusammenfluss mit der Bellamonter Rottum:
- Laubener Bach, von rechts beim Hof Eulental von Rot an der Rot, 1,2 km und ca. 2,1 km².
Etwa gleichgewichtig zum linken Oberlauf bis zum Zusammenfluss der beiden, der bis dort eine Länge von 1,1 km und ein Teileinzugsgebiet von ca. 2,1 km² hat.
- St.-Anna-Bach, von links wenig vor Erlenmoos-Oberstetten, 1,5 km und ca. 4,4 km².
- Oberstetter Bach, von rechts durch Oberstetten, 0,8 km und ca. 0,7 km².
- Fürstenwaldgraben, von links kurz nach Oberstetten, 1,7 km und ca. 0,6 km².
- Galgenberggraben, von rechts, 0,9 km und ca. 0,4 km².
- Ziegelweihergraben, von links kurz vor Ochsenhausen, 2,7 km und ca. 2,4 km².
- Herrschaftshäldelegraben, von rechts gegenüber dem Sportplatz in Ochsenhausen, 0,2 km und ca. 1,2 km².
- Krummbach, von links am Schulzentrum in Ochsenhausen, 2,3 km und ca. 0,7 km².